# シェリフ川
シェリフ川（アラビア語: وادي الشلف, Chelif, Chéliff, Sheliff）は、アルジェリアの河川。全長は700キロメートルで、アルジェリア最大の河川である。
アフル市近くのサハラ・アトラス山脈に源を発し、テルアトラス山脈を流れてモスタガネム近くで地中海にそそぐ。水位は頻繁に変動する。川の水は、主に下流部で灌漑に利用されている。
かつてはメケラ川やシグ川と呼ばれていた。